# كاثلين أنيت
كاثلين أنيت (بالإنجليزية: Kathleen Annette)‏ هي طبيبة أمريكية، ولدت في 1955.